# إحصاء الفوهات

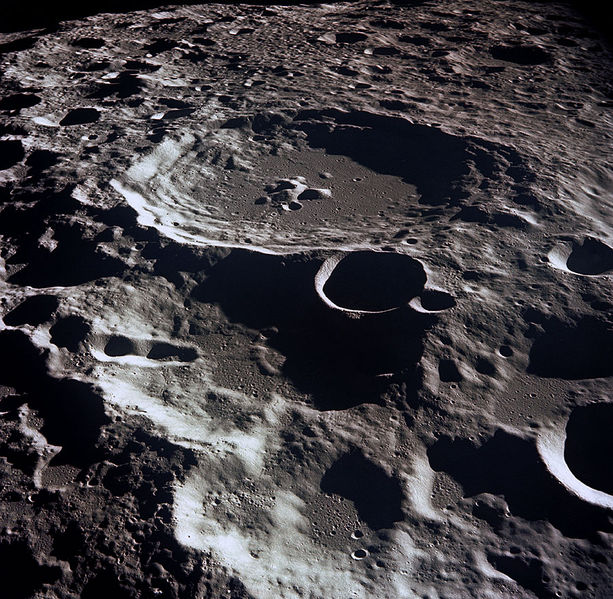
فوهات قمرية.

إحصاء الفوهات هو طريقة تستخدم لإحصاء عُمر سطح كوكب ما أو جسم فضائي. نظرياً، يَزداد عدد الفوهات على سطح ما كلما ازداد عُمره، لأنه إذا ما كانت فترة عُمر السطح أطول زمناً فستتيح فرصة أكبر لاصطدام أجسام فضائية به. وبهذا فإن طريقة إحصاء الفوهات تعتمد بشكل رئيسي على الحقيقة البسيطة بأن أي سطح قديم سيَملك فوهات أكثر من سطح حديث، فكل المطلوب هو إحصاء عدد الفوهات ضمن مساحة مُحددة من السطح (أي بمعنى آخر إحصاء كثافتها) ومُقارنته بعددها ضمن منطقة أخرى بنفس المساحة على سطح الجسم نفسه. يُمكن لهذه الطريقة أن تحدد الأعمار التقريبية للسطوح، وهي مُفيدة لأنه يُمكن بسهولة استخدامها لإحصاء أعمار المناطق من الفضاء الخارجيّ، لكن للحصول على قياس دقيق للعُمر فيَجب أخذ عينة من السطح عن قرب ثم تحليلها إشعاعياً لمعرفة عُمرها، وهذا مُجهد ومُكلف جداً ويَحتاج إلى الكثير من المُعدات.

## إحصاء الفوهات على القمر
كانت دراسة إحصاء الفوهات على القمر مُفيدة للفلكيين بسبب أن رحلات أبولو كانت قد حصلت على عيّنات من سطح القمر من ستة مواقع، وبهذا فبإمكان العلماء مُقارنة العُمر الذي توصلوا إليه بطريقة إحصاء الفوهات بنتائج التأريخ الإشعاعيّ الأكثر دقة في هذه المناطق، ثم مُقارنة النتائج لتحديد العلاقة بين إحصاء الفوهات وإحصاء التأريخ الإشعاعيّ. وهكذا فإذا ما قارن الفلكيّون نتائج إحصاء الفوهات في مناطق القمر المُختلفة بنتائج رحلات أبولو في مواقعها الستة يُمكنهم تحديد أعمار تقريبية أكثر دقة لمناطق القمر.

## إحصاء الفوهات على المريخ

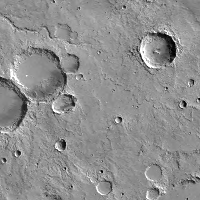
فوهات مريخية.

تعرضت دقة تقديرات أعمار السطوح الجيولوجية حديثة العُمر على كوكب المريخ للمسائلة بسبب تكون أعداد كبيرة من «الفوهات الثانوية» (وهي فوهات تتكون من اصطدام المقذوفات التي يُبعثرها اصطدام كبير). في إحدى الحالات، خلف الاصطدام الذي كوَّن فوهة زونل حوالي 100 فوهة ثانوية بعضها تبعد مسافة تتجاوز الـ1,000 كيلومتر عن الفوهة الأصلية (زونل). وإذا ما كانت اصطدامات مُشابهة قد خلفت عدداً مُقارباً من الفوهات الثانوية فسيَعني هذا أن أيّ منطقة خالية من الفوهات على سطح المريخ قد «قذفها اصطدام ضخم نادر الحدوث»، مما يَتعارض مع فرضية تعرض المريخ لاصطدامات صغيرة قليلة نسبياً منذ تكونه.